# Чаклин, Александр Васильевич
Александр Васильевич Чаклин (1920 — 23 июня 1993) — доктор медицинских наук, профессор, заведующий отделом эпидемиологии злокачественных опухолей Онкологического научного центра Академии медицинских наук СССР, Лауреат Государственной премии, главный онколог Министерства здравоохранения СССР

## Биография
В 1943 году окончил военный факультет Саратовского медицинского института. После окончания института стал военным врачом во время Великой Отечественной войны. Там он был ординатором хирургического отделения сортировочного эвагоспиталя. После возвращения с войны работал в общей лечебной сети.
С 1950 года все его труды были связаны с эпидемиологий злокачественных опухолей и организацией противораковой борьбы. Чаклин А. В. был заведующим онкологического института в Ленинграде.
С 1961 по 1968 год Александр Васильевич был заведующим отделом опухолей Всемирной организации здравоохранения Женевы.
С 1965 по 1970 год в Институте экспериментальной и клинической онкологии АМН СССР (сейчас Российский онкологический центр имени Н. Н. Блохина) был заместителем директора по научной работе, также руководил отделом эпидемиологии опухолей по 1985 год.
С 1970 по 1973 год Чаклина А. В. пригласили в Европейское бюро Всемирной организации здравоохранения Копенгагена на должность заместителя директора.
С 1985 года создал и руководил группой истории онкологии с музеем.

## Научная деятельность
Чаклину А. В. принадлежат около 300 научных работ. Александр Васильевич руководил разработками программы для заданий ГКНТ СССР «Разработать научно-обоснованную систему мероприятий по профилактике злокачественных опухолей», «Изучить тенденции и разработать вариантный прогноз заболеваемости населения злокачественными новообразованиями», ответственным за исполнение заданий был Мерабишвили В.М. К сотрудничеству эпидемиологии рака он привлек специалистов в области математики, географии, этнографии, демографии, экологии, генетики.
Чаклин А. В. был избран членом Нью — Йоркской Академии наук, почетным членом онкологических обществ Бразилии, Чили, Колумбии. Он возглавил, организованную им комиссию по эпидемиологии злокачественных опухолей. Заслугой Чаклина А. В. является сотрудничество по эпидемиологии злокачественных опухолей со странами Европы.

#### Член редколлегии журналов
- Вопросы онкологии
- Неоплазма
- Экология Человека

## Монографии
- Эпидемиология рака в странах СЭВ (1979)
- Эпидемиология рака в СССР и США (1979)
- Рак в крупных городах стран-членов СЭВ (1986)
- Атлас заболеваемости злокачественными новообразованиями отдельных стран-членов СЭВ (1983)

## Сочинения
- Путешествия за тайной (1967)
- Наступление на рак продолжается (1975)
- Проблемы века (1976)
- Медицинская география (1977)
- Сохранить здоровье смолоду (1987)
- Путешествие за тайной продолжается (1981)

## Семья
- Отец — Чаклин, Василий Дмитриевич (1892—1976)
- Мать — Чаклина (Кауфман) Мария Александровна (1894—1942)
- Сестра — Горбачева (Чаклина) Наталья Васильевна (1933)
- Жена — Чаклина Кира (1922)
- Дочь — Чаклина Ирина Александровна (1940)
- Сын — Чаклин Дмитрий Александрович (1947)
- Дочь — Чаклина Елена Александровна (1947)[4]